# Václav Vejmluva
Václav Vejmluva (19. září 1670, Brno – 17. března 1738, Žďár nad Sázavou) byl opat cisterciáckého kláštera Studnice blahoslavené Panny Marie v dnešním Žďáře nad Sázavou.

## Život
Pozdější opat Václav IV. Vejmluva se narodil v rodině sládka Jana z pivovaru kláštera cisterciaček na Starém Brně. Stal se cisterciáckým mnichem ve žďárském klášteře a roku 1705 byl zvolen opatem. Jakožto energická vrchnost a dobrý hospodář a ekonom nejen že ukončil spor kláštera s městem Žďárem, který se rozhořel za jeho předchůdce Edmunda Wagnera, ale značně rozšířil klášterní majetek, například přikoupením (či spíše vykoupením) sousedního panství Křižanov.
Václav Vejmluva byl mecenášem umění, bibliofilem (v klášteře vybudoval rozsáhlou knihovnu) a zvláště stavebníkem. Pro své projekty získal mnohé významné barokní umělce – architekta Jana Blažeje Santiniho Aichla (výjimečně psáno též Aichel), sochaře Řehoře Thenyho, Matěje Václava Jäckela či Jakuba Staenhübla, malíře Karla Františka Töppera a další. Díky vzájemnému porozumění a podobným výtvarným představám opata Vejmluvy a Jana Santiniho se žďárský klášter stal ohniskem takzvané barokní gotiky, svérázného stylu význačného umělce, v jehož středu leží Santinim barokně přestavěný klášterní areál s monumentální prelaturou, poněkud strozší budovou Šlechtické akademie, jemně profilovanou fasádou koníren, hospodářským dvorem Lyrou na půdorysu připomínajícím tento hudební nástroj, morovým Dolním hřbitovem ve tvaru trojlistu (po pozdějších úpravách byl půdorys změněn), barokizovaným gotickým kostelem Nanebevzetí Panny Marie a svatého Mikuláše, odsvěcenou a jako penzion upravenou kaplí svaté Markéty a konečně barokně-gotickým poutním kostelem svatého Jana Nepomuckého na Zelené hoře, vybudovaném na půdorysu pěticípé hvězdy s ambity (památka UNESCO). Santini pro opata realizoval i četné stavby v okolí Žďáru, k nimž patří hostinec v Ostrově nad Oslavou (půdorys W) či kostely ve Zvoli a v Obyčtově (půdorys želvy).
Když roku 1709 hrozila klášternímu panství morová epidemie učinil Vemluva tak výrazné zásahy ve prospěch svých poddaných, že její následky byly velmi malé. Proto byl také 25. září 1720 za zásluhy v boji proti této nákaze odměněn titulem císařského rady. Opatova všestranná příkladná péče o poddané měla za následek také jeho jmenování do komise vyšetřující robotní podmínky na Moravě roku 1736.
Vejmluva též roku 1724 založil ve žďárském klášteře Šlechtickou akademii. Sbor sedmi profesorů vyučoval hudbu, tanec, etiku, jazyky (například francouzštinu, italštinu či češtinu), zeměpis, dějepis, matematiku, inženýrské vědy, kreslení a psaní. Nedostatečné hmotné zajištění a odloučenost od velkých center zapříčinila nedostatečnou kvalitu vyučujících – ty nejlepší se nepodařilo angažovat a proto školu nenavštěvovali potomci nejvýznamnějších aristokratických rodů, kteří by samozřejmě škole zajistili dostatečné finanční prostředky k provozu. Po požáru v roce 1737 škola upadla kvůli nedostatečnému hmotnému zajištění. Akademie ukončila činnost roku 1740 a v tradici pokračovaly jezdecká škola a seminář s nižším studiem teologie a filosofie. Obě školy byly uzavřeny roku 1784 při zrušení kláštera.
Velký požár z roku 1737 poničil Vejmluvovo dílo. Opata se tragédie citelně dotkla. Tři dny po požáru jej ranila mrtvice[nepřesný odkaz] a příštího roku, 17. března 1738, zemřel.